# Hans Pedersen (gymnast)
 Der er flere personer med dette navn, se Hans Pedersen.
Ikke at forveksle med Hans Eiler Pedersen
Hans Pedersen (født 5. november 1887 i Højelse, død 22. september 1943 i Kimmerslev Sogn) var en dansk gymnast, som deltog i OL 1912 i Stockholm og 1920 i Antwerpen.

## Idrætskarriere
Pedersen deltog på det danske hold i svensk system ved OL 1912, hvor blot tre hold stillede op på Stockholms Stadion. Holdene kunne bestå af 16-40 gymnaster, og det svenske hold vandt klart med 937,46 point foran Danmark med 898,84 point, mens Norge blev nummer tre med 857,21 point.
Otte år senere, ved OL 1920 i Antwerpen, var han igen med på det danske hold i svensk system, og igen var blot tre hold med. Sverige vandt igen, denne gang med 1.363.833 point, mens Danmark igen blev toer med 1.324.833 point, mens Belgien på tredjepladsen fik 1.094.000 point.